# Абусирские папирусы
Абусирские папирусы — собрание древнеегипетских папирусов времён V династии, датированных XXIV веком до н. э..

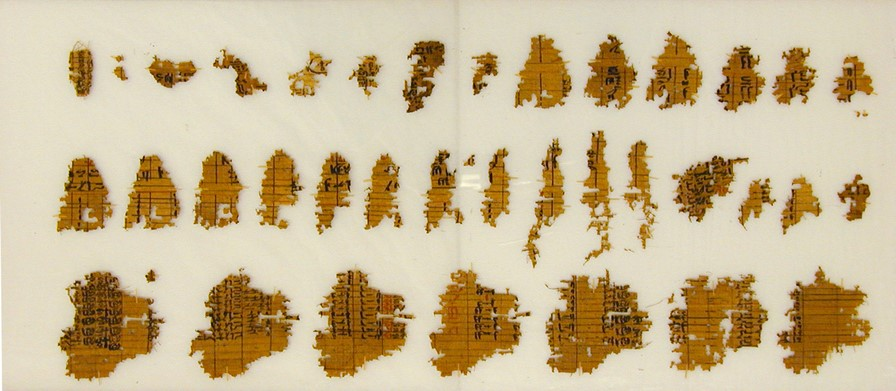
Фрагменты одного из Абусирских папирусов

Первые папирусы были обнаружены в 1893 году в районе Абусира в северном Египте и постепенно число найденных фрагментов постоянно увеличивалось. Фрагменты считаются одними из древнейших, сохранившихся до наших дней.

## История

План Абусира

Первые фрагменты папирусов были обнаружены в 1893 году во время незаконных раскопок. В них содержались рукописи Нефериркаре Какая, которые впоследствии были проданы различным египтологам и музеям. Немецкий египтолог Людвиг Борхардт позже определил местонахождение находки рядом с храмом пирамиды фараона пятой династии Нефериркара. Эта теория была подтверждена обнаружением Борхардтом большего количества фрагментов во время раскопок в храме. Папирусы были найдены в кладовых, расположенных в юго-западной части комплекса.
Основываясь на информации, содержащейся в первых папирусах, в середине 1970-х годов чешские археологи под руководством Мирослава Вернера смогли найти погребальный памятник Неферефре с дополнительными 2000 отдельными частями папирусов. В основном они располагались в складских помещениях в северо-западной части строения. Есть свидетельства того, что папирусы первоначально крепились кожаными ремнями и хранились в деревянных ящиках.

## Содержание
Папирусы являются документами о делах храма. Это перечни даров храму, записи о служебном распорядке жрецов, исполнявших в храме свои обязанности и т.п.